# Saint-Hippolyte-le-Graveyron
Saint-Hippolyte-le-Graveyron è un comune francese di 172 abitanti situato nel dipartimento della Vaucluse della regione della Provenza-Alpi-Costa Azzurra.

## Società

### Evoluzione demografica
Abitanti censiti